# Journal of Ornithology
«Journal of Ornithology» — научный журнал, издаваемый Немецким обществом орнитологов. Старейший существующий орнитологический специализированный журнал во всём мире. До 2003 года, включая 144 выпуск, издавался на немецком языке и назывался «Journal für Ornithologie». С 2004 года журнал издаёт «Springer Science+Business Media».
Впервые журнал был издан в 1853 году немецким орнитологом Жаном Луи Кабанисом. Первый экземпляр был напечатан в Касселе 1 января 1853 года. 41 год редактором журнала был Кабанис, пока ему на смену не пришёл его зять, орнитолог Антон Райхенов. 
Редакторы журнала в хронологическом порядке:
- 1853—1893: Жан Луи Кабанис
- 1894—1921: Антон Райхенов
- 1922—1955: Эрвин Штреземан
- 1956—1961: Эрвин Штреземан и Гюнтер Нитхаммер
- 1962—1970: Гюнтер Нитхаммер
- 1971—1997: Айнхард Беццель[нем.]
- с 1998: Франц Байрлайн[нем.]